# Листёль, Кнут
Кнут Листёль (норв. Knut Liestøl; 13 ноября 1881, Осерал, Вест-Агдер — 26 июня 1952, Берум) — норвежский государственный деятель, министр образования и церковных дел (3 марта 1933 — 20 марта 1935), фольклорист, филолог, политик, профессор фольклористики Университета Осло (1917—1951). Доктор наук (1915). Член Норвежской академии наук и литературы с 1916 года.
Приверженец использования новонорвежского языка. Председатель Норвежской языковой организации (1925—1926). Основатель Норвежского фольклорного общества. Внёс фундаментальный вклад в изучение норвежской народной поэзии и устных традиций.

## Биография
Родился в семье фермера. Племянник Ларса Кнутсона Листёля
С 1902 года изучал английскую филологию в Университете Осло. Стал кандидатом филологических наук в 1908 г. Преподавал норвежский язык, был сотрудником у учёного-фольклориста Мольтке Моэ, занимался публикацией народных песен.
В 1915 году получил докторскую степень за диссертацию «Норвежские песни троллей и норвежские саги», а два года спустя сменил Мольтке Моэ на посту профессора фольклорных исследований Университета Осло. В благодарность своему другу и учителю Листёль опубликовал книгу Мольтке Моэ «Samlede Skrifter I—III» (1925—1927) и серию лекций об «Эпических конституциях» в журнале «Эдда» (1914-17).
В 1933—1935 годах занимал кресло министра образования и церковных дел Норвегии. Принимал участие в создании Норвежской вещательной корпорации.
В 1938—1952 годах был членом правления Норвежского музея истории культуры.
Научные интересы: исследования в области фольклора, саг, представитель, так называемой «норвежской школы», которая придерживалась мнения, что древние саги существовали в Норвегии как устная литература задолго до появления и использования в Исландии, где они были записаны и сохранены для потомков.
Отец Аслага Листёля (1920—1983), учёного-рунолога.

## Избранные публикации
- Norske folkevisor fraa millomalderen (sm.m. M. Moe), 1912
- Norsk folkedikting, 1914
- Norske trollvisor og norrøne sogor, dr.avh., 1915
- Norske folkevisor, 3 bd., 1920-24
- Norske ættesogor, 1922
- Målreising, artikler, 1924
- Upphavet til den islendske ættesaga, 1929
- Norsk folkedikting, 4 bd. 1936-41
- Saga og folkeminne, 1941
- Draumkvæde. A Norwegian Visionary Poem from the Middle Ages, 1946
- P.Chr. Asbjørnsen. Mannen og livsverket, 1947
- Moltke Moe, 1949

## Награды
- Большой крест Ордена Исландского сокола
- Орден Трёх звёзд